# Fosfatidilglicerol—membranski-oligosaharid glicerofosfotransferaza
Fosfatidilglicerol—membranski-oligosaharid glicerofosfotransferaza (EC 2.7.8.20, fosfoglicerolna transferaza, oligosaharidna glicerofosfotransferaza, fosfoglicerolna transferaza I) je enzim sa sistematskim imenom fosfatidilglicerol:membranski ligosaharid D-glukoza glicerofosfotransferaza. Ovaj enzim katalizuje sledeću hemijsku reakciju
fosfatidilglicerol + oligosaharidna iz membrane izvedena D-glukoza {\displaystyle \rightleftharpoons } 1,2-diacil-sn-glicerol +  oligosaharidna iz membrane izvedena 6-(glicerofosfo)-D-glukoza
1,2-beta- i 1,6-beta-vezani glukozni ostaci u membranskim polisaharidima i u sintetičkim glukozidima mogu da deluju kao akceptori.

## Literatura
- Nicholas C. Price; Lewis Stevens (1999). Fundamentals of Enzymology: The Cell and Molecular Biology of Catalytic Proteins (Third изд.). USA: Oxford University Press. ISBN 019850229X.
- Eric J. Toone (2006). Advances in Enzymology and Related Areas of Molecular Biology, Protein Evolution (Volume 75 изд.). Wiley-Interscience. ISBN 0471205036.
- Branden C; Tooze J. Introduction to Protein Structure. New York, NY: Garland Publishing. ISBN 0-8153-2305-0.
- Irwin H. Segel. Enzyme Kinetics: Behavior and Analysis of Rapid Equilibrium and Steady-State Enzyme Systems (Book 44 изд.). Wiley Classics Library. ISBN 0471303097.

## Spoljašnje veze
- Phosphatidylglycerol---membrane-oligosaccharide+glycerophosphotransferase на 